# Gare de Saint-Sébastien-Pas-Enchantés
Pour les articles homonymes, voir Gare de Saint-Sébastien (homonymie).
La Gare de Saint-Sébastien-Pas-Enchantés est une gare ferroviaire française de la ligne de Nantes-Orléans à Saintes située sur la commune de Saint-Sébastien-sur-Loire, dans le département de la Loire-Atlantique, en région Pays de la Loire. 
C'est une halte voyageurs de la Société nationale des chemins de fer français (SNCF), desservie par des trains express régionaux TER Pays de la Loire et plus particulièrement le tram-train de Nantes à Clisson.

## Situation ferroviaire
Établie à 13 mètres d'altitude, la gare de Saint-Sébastien-Pas-Enchantés est située au point kilométrique (PK) 3,150 de la ligne de Nantes-Orléans à Saintes, entre les gares de Nantes et de Saint-Sébastien-Frêne-Rond.

## Historique
La gare située sur la Ligne Nantes - Saintes, bénéficie depuis décembre 2008 des travaux d'électrification du tronçon Nantes-La Roche-sur-Yon-Les Sables-d'Olonne. Le 15 juin 2011, le tram-train Nantes - Clisson a effectué son parcours inaugural avant de commencer son service par trois aller retour quotidiens qui viennent s'ajouter à la desserte des TER. Depuis le 5 juillet 2015, grâce à la mise en service du terminus technique de Clisson, il n'y a plus que les trams-trains qui s'y arrêtent, grâce à une augmentation du nombre de trajets,.

## Service des voyageurs

### Accueil
Halte SNCF c'est un point d'arrêt non géré (PANG) à entrée libre, disposant de deux quais avec abris

### Desserte
Saint-Sébastien-Pas-Enchantés est desservie par tous les tram-trains du TER Pays de la Loire circulant entre Nantes et Clisson, soit 16 allers et 17 retours du lundi au vendredi. Cette offre devrait passer à 22 allers et 23 retours à partir du 31 août 2015.

### Intermodalité
Un parc à vélos et un parking sont aménagés.